# Aérodrome de Fernando de Noronha
L'aérodrome Gouv. Carlos Wilson (code IATA : FEN • code OACI : SBFN) est l'aéroport desservant l'île de Fernando de Noronha, au Brésil. C'est le point le plus à l'est du Brésil et le seul qui soit situé dans les îles océaniques brésiliennes.

## Histoire
À la suite de la disparition du Vol 447 Air France , le 1er juin 2009, l'aéroport est devenu une base pour des opérations de recherche et sauvetage. Le vol était en provenance de Rio de Janeiro-Galeão vers Paris-Charles de Gaulle quand il a disparu dans l'Océan Atlantique, à environ 550 km au nord-est de Fernando de Noronha.

## Situation
| \| 200 km1:42 212 000 \| São Paulo-Guarulhos São Paulo-Congonhas Brasília Rio-Galeão Belo Horizonte Campinas Rio-Santos-Dumont Recife Porto Alegre Salvador Fortaleza Curitiba Florianópolis Belém Vitória Goiânia Manaus Navegantes |
| 200 km1:42 212 000 |

## Compagnies aériennes et destinations
| Compagnies              | Destinations  |
| ----------------------- | ------------- |
| Azul Brazilian Airlines | Natal, Recife |
| Gol Transportes Aéreos  | Recife        |

Édité le 27/02/2020

## Statistiques
Pour des raisons techniques, il est temporairement impossible d'afficher le graphique qui aurait dû être présenté ici.

Voir la requête brute et les sources sur Wikidata.